# Aplec Catalanista
Aplec Catalanista fou una organització catalanista constituïda el 21 de maig de 1903 pels grups Lo Sometent, Lo Renaixement, Els Feiners, Los Pregoners, Los Montanyenchs i l'Associació Catalanista La Falç, que també foren impulsors de La Reixa, que restava per a activitats benèfiques mentre que l'Aplec era el grup polític. D'altres grups, com Catalunya i Avant i L'Eura es van mantenir al marge.
El 15 d'octubre de 1903 es constituí el seu grup directiu, format per Josep Serrat (president) i Lluís Poch (secretari), de Los Montanyenchs, Jaume Aragay (vicepresident), Lluís Bracons (tresorer), Manel Vinagre (vicesecretari), Miquel Arginson (bibliotecari) i com a vocals Daniel Roig i Pruna, Manel Ainamel i Josep Sunyol. Es van mantenir dins la Unió Catalanista i donaren suport la candidatura de Domènec Martí i Julià, partidari de reformar les Bases de Manresa. El 1905 el seu cap fou Daniel Roig i Pruna, qui va col·laborar amb altres grups com Progrés Autonomista i portarà la propaganda catalanista als Ateneus Obrers tot polemitzant amb el PSOE.
El 8 de juliol del 1906 Daniel Roig i Pruna, Lluís Manau i Avellanet, Joan Ventosa i Calvell i Domènec Martí i Julià organitzaren un míting de protesta contra la intenció de traslladar els presidis d'Àfrica al castell de Figueres, aplegant 5.000 persones. El dia 15 el repetiren a Badalona i Lluís Manau fou empresonat per injúries. Alguns dels seus dirigents donaren suport a la Solidaritat Catalana. La seva empenta, però, es va veure apaivagada amb l'aparició del Centre Nacionalista Republicà, i a poc a poc es va dissoldre en altres grups nacionalistes posteriors, com l'Associació Nacionalista Catalana.